# Meistaraflokkur (1946)
Sezon 1946 był 35. sezonem o mistrzostwo Islandii. Drużyna Valur nie obroniła tytułu mistrzowskiego, zdobyła go natomiast drużyna Fram, zdobywając w pięciu meczach dziewięć punktów. Ze względu na brak systemu ligowego żaden zespół nie spadł ani nie awansował po sezonie.

## Drużyny
Po sezonie 1945 do czterech drużyn po rocznej przerwie dołączyły zespoły Akraness oraz ÍBA Akureyri, w wyniku czego w sezonie 1946 w rozgrywkach Meistaraflokkur udział wzięło sześć zespołów.
| Uczestnicy poprzedniej edycji                                                                                 | Uczestnicy poprzedniej edycji | Uczestnicy poprzedniej edycji | Uczestnicy poprzedniej edycji |
| --- | ----------------------------- | ----------------------------- | ----------------------------- |
| VAL | Valur                         | 1                             |                               |
| KRE | KR                            | 2                             |                               |
| FRA | Fram                          | 3                             |                               |
| VÍR | Víkingur Reykjavík            | 4                             |                               |
| Dołączenie w sezonie 1946                                                                                     |                               |                               |                               |
| ÍA | Akraness                      |                               |                               |
| ÍBA | ÍBA Akureyri                  |                               |                               |
| Oznaczenia: - kolumna pierwsza – skróty nazw drużyn, - kolumna trzecia – miejsce zajęte w poprzednim sezonie. |                               |                               |                               |

## Tabela
| Lp. | Drużyna            | M | Z | R | P | Bramki | Bramki | +/– | Pkt |
| --- | ------------------ | - | - | - | - | ------ | ------ | --- | --- |
| 1   | Fram (M)           | 5 | 4 | 1 | 0 | 17     | 10     | +7  | 9   |
| 2   | KR                 | 5 | 3 | 1 | 1 | 16     | 9      | +7  | 7   |
| 2   | Valur              | 5 | 3 | 1 | 1 | 11     | 7      | +4  | 7   |
| 4   | Víkingur Reykjavík | 5 | 0 | 3 | 2 | 11     | 15     | −4  | 3   |
| 5   | Akraness           | 5 | 0 | 2 | 3 | 6      | 13     | −7  | 2   |
| 5   | ÍBA Akureyri       | 5 | 0 | 2 | 3 | 6      | 13     | −7  | 2   |

## Wyniki
| Gospodarz \ Gość   | ÍA  | FRA | ÍBA | KRE | VAL | VÍR |
| Akraness           |     | 1:4 |     |     | 1:2 |     |
| Fram               |     |     | 3:2 | 3:1 |     | 5:5 |
| ÍBA Akureyri       | 1:1 |     |     |     |     | 2:2 |
| KR                 | 4:1 |     | 4:1 |     | 3:3 |     |
| Valur              |     | 1:2 | 3:0 |     |     | 2:1 |
| Víkingur Reykjavík | 2:2 |     |     | 1:4 |     |     |

Źródło: Knattspyrnusamband Íslands (isl.)
Objaśnienia:
1Drużyna gospodarzy jest wymieniona po lewej stronie tabeli.
Kolory: zielony – zwycięstwo gospodarzy, żółty – remis, różowy – zwycięstwo gości.